# Trioza chlora
Trioza chlora är en insektsart som beskrevs av Leonard D. Tuthill 1938. Trioza chlora ingår i släktet Trioza och familjen spetsbladloppor. Inga underarter finns listade i Catalogue of Life.